# Большая разница
«Больша́я ра́зница» — развлекательная пародийная телепередача «Первого канала». По формату она напоминает американскую передачу Mad TV и немецкую программу Switch, однако официально авторами идеи шоу являются Александр Цекало и Руслан Сорокин.
Ведущими изначальной версии проекта, выходившей с 2008 по 2012 год, были Иван Ургант и Александр Цекало. Следующий сезон под названием «Большая разница ТВ», показываемый в 2013—2014 годах в формате своеобразного «телеканала в телеканале», Цекало провёл единолично.
В 2024 году шоу было возрождено, ведущей стала актриса программы Нонна Гришаева — сначала в дуэте с Сергеем Буруновым, затем вместе с Дмитрием Хрусталёвым. Но уже после второго выпуска 6 сезона программа вновь исчезла из эфира и по неизвестным причинам с сайта и соцсетей канала был удалён выпуск от 23 ноября.

## Предыстория и запуск
За два с половиной года до выхода «Большой разницы» Нонна Гришаева, Михаил Полицеймако, Валентина Рубцова и Владимир Кисаров снимались в другом юмористическом проекте Александра Цекало, частично основанном на пародиях — «В субботу вечером» на канале СТС.
Идея проекта родилась ещё в 2006 году на съёмках импровизационного шоу «Слава Богу, ты пришёл!», также выходившего на СТС. Эту идею Александр Цекало обсуждал со своим тогдашним соведущим Михаилом Шацем: «Я тогда вспомнил про „ОСП-студию“ и сказал Мише, что сожалею о том, что проект закрылся». Шац, в свою очередь, сетовал, что создатели «ОСП-студии» из-за нехватки бюджета были вынуждены одним блоком снимать сразу несколько пародий на одну и ту же передачу, в результате чего программа становилась однообразной и менее актуальной. В том же году Александр Цекало рассказал высшему руководству СТС об идее нового пародийного шоу, но его замысел был отвергнут.
О создании проекта под рабочим названием «Безумная пятница» было объявлено в сентябре 2007 года, а изначальная дата выхода была назначена на ноябрь. На создание первого выпуска ушло пять месяцев, премьера состоялась в первый день 2008 года, производство осуществляли телекомпании «Красный квадрат» и «ТехноСтайл». Выпуск также был единственным, в конце которого в бегущей строке демонстрировались титры с указанием актёров и съёмочной группы. Из команды проекта «Слава Богу, ты пришёл!» в «Большой разнице» участвовали продюсеры и сценаристы Руслан Сорокин, Дмитрий Зверьков и Максим Туханин, исполнительный продюсер Андрей Леонов, режиссёр Герман Ефимов, сценарист Георгий Селегей, актёры Валентина Рубцова, Александр Олешко, Эдуард Радзюкевич и Фёдор Добронравов и композитор Александр Пушной, исполнивший написанную им самим вместе с Александром Бачило вступительную песню для программы. По словам Александра Цекало, после того, как он ознакомил генерального директора «Первого канала» Константина Эрнста со списком подобранных для шоу актёров, Эрнст недоумевал, почему он ничего не слышал о большинстве артистов труппы, но Цекало удалось убедить Эрнста, что исполнители пародий не обязаны быть звёздами.
Вопреки слухам о том, что премьера программы прошла незамеченной, первый выпуск прошёл с рейтингом 9,1 % и долей 23,5 %, заняв 2-е место в десятке самых рейтинговых юмористических шоу за период с 31 декабря 2007 по 6 января 2008 года. Повтор, вышедший через месяц, имел ещё более высокие показатели телесмотрения — рейтинг 10,1 % и долю 28,7 %.
Большой перерыв между первым и вторым выпусками был связан с тем, что бюджет первого выпуска составлял более 700 тысяч долларов, что было крайне невыгодно «Первому каналу». Поэтому производство программы удалось возобновить, когда Александру Цекало в результате длительных переговоров с каналом пришлось сократить бюджет одного выпуска до 150—200 тысяч долларов, тем самым один выпуск шоу стал стоить как две серии ситкома уровня «Папиных дочек». Кроме того, первый выпуск отличается от остальных тем, что диалоги ведущих, предварявшие пародии, были абсолютной импровизацией, в то время как со второго эпизода подводки к скетчам сочинялись сценаристами. Ещё одно отличие «пилота» от следующих выпусков в том, что в нём присутствовали скетчи, снятые в настоящих студиях пародируемых программ (а именно, пародии на «Дом-2» и «Ледниковый период»), в дальнейшем к данной практике прибегали лишь во время съёмок пародий на программы «Время» и «Вечерний Ургант».
В выпусках, выходивших в первый день календарного года, приглашённые в студию объекты пародий получали специальный приз за самоиронию — сначала «Золотую тормашку», представлявшую собой фигурку человека, стоявшего руками на телевизоре, в новогоднем выпуске от 1 января 2012 года наградой стал орден за заслуги перед «Большой разницей», а «Золотую тормашку» продолжили вручать победителям фестиваля «„Большая разница“ в Одессе».
Стремление создателей сделать пародии на самые популярные проекты неоднократно приводило к тому, что актёры шоу могли сами становиться объектами пародий. Например, в 10-м выпуске программы в пародии на шоу «Две звезды» впервые была показана пародия на одного из актёров «Большой разницы» Александра Олешко, которую исполнил Сергей Бурунов, а в 45-м выпуске тот же актёр спародировал экс-актёра «Большой разницы» Михаила Полицеймако, который присутствовал в зрительном зале во время его пародии.
В среднем, программа выходила с рейтингом 6,2 % и долей 19,3 % (самый рейтинговый выпуск вышел 13 сентября 2009 года и имел рейтинг 11,0 % и долю 33,5 %, в то время как наименьшей популярностью пользовался выпуск от 4 августа 2012 года с рейтингом 2,5 % и долей 9,4 %), на протяжении шести с половиной лет эфиров оставаясь в десятке самых рейтинговых юмористических программ страны. Популярность шоу привела к появлению документального фильма о передаче и её создателях — «За кулисами „Большой разницы“», показанного на «Первом канале» 11 сентября 2011 года. Ещё один фильм о создании проекта вышел 21 июня 2013 года на канале «Пятница!» в рамках цикла «Люди Пятницы». Также в рамках данного цикла вышли фильмы об Александре Цекало и Александре Олешко.

## Актёры

### Основные актёры

#### Состав на 2024 год
- Нонна Гришаева (с 1 выпуска по 3 фестиваль[53] и с 75 выпуска и одновременно соведущая программы[11])
- Александр Олешко[54][11] (с 1 выпуска)
- Игорь Кистол[11] (с 1 выпуска)
- Светлана Галка[11] (со 2 выпуска)
- Владимир Кисаров[55][56] (2—69 выпуски и с 75 выпуска[11])
- Александр Лобанов[11] (с «Проводов старого [2008] года»)
- Дмитрий Малашенко[57][11] (с 7 выпуска)
- Инга Илюшина[58] (15—74 выпуски и с 76 выпуска)
- Мария Сластнёнкова[58][11] (с 15 выпуска)
- Олег Есенин (с 75 выпуска[11])
- Николай Алипа (c 76 выпуска[21])
- Татьяна Чердынцева (c 76 выпуска[21])

#### Покинули передачу
- Сергей Бурунов[59] (1—74 выпуски; в 75 выпуске соведущий программы[11])
- Виктор Андриенко (1—74 выпуски)
- Мария Зыкова (с 1 выпуска по 3 фестиваль)
- Вячеслав Манучаров[60] (1—58 выпуски)
- Валентина Рубцова (1—54 выпуски)
- Галина Коньшина (1—39 выпуски, «Оливье-шоу 2011—2012»)
- Ольга Медынич[61] (1—10 выпуски)
- Владимир Жуков (6—74 выпуски)
- Игорь Афанасьев[58] (с «Оливье-шоу 2009—2010» по 69 выпуск)
- Андрей Баринов (с 33 выпуска по 3 фестиваль)
- Виталий Гребенников[62] (52—74 выпуски)
- Ирида Хусаинова (52—74 выпуски)
- Назар Заднепровский (56—74 выпуски)
- Сергей Лавыгин[63] (с «Оливье-шоу 2011—2012» по 74 выпуск)
- Валерия Пацап (61—74 выпуски)
- Сергей Чудаков (65—74 выпуски)
- Ольга Голдыс (66—74 выпуски)
- Кристина Алёхина (70—74 выпуски)
- Кристина Поликарпова (Поли) (70—74 выпуски)
- Александра Серебро (70—74 выпуски)
- Михаил Павлик (70—74 выпуски)

#### Ушли из жизни
- Алексей Федотов[64] (1—74 выпуски)

### Маленькая разница
- Иван Чуваткин[65] (15, 17, 23, 29, 34, 46 выпуски, «Оливье-шоу 2009—2010», 59 выпуск)
- Еремей Черевко[14] (15, 17, 21, 29 выпуски, «Оливье-шоу 2011—2012», 57 выпуск)
- Матвей Вишня[66] (15, 17 выпуски)
- Егор Фадеев (15, 17 выпуски)
- Елизавета Кравченко (15, 17 выпуски)
- Ксения Просвирина (15, 17 выпуски)
- Елизавета Бехманбетова (15, 17 выпуски)
- Евгения Гуськова (15, 17 выпуски)
- Нонна Гуськова (15—16 выпуски)
- Александра Шнур (17 выпуск)
- Павел Артёмов (23, 29 выпуски)
- Евгения Каверау (57 выпуск)

### Эпизодические
- Михаил Полицеймако[67] (1, 13 выпуски)
- Эдуард Радзюкевич[68] (1 выпуск)
- Фёдор Добронравов (1 выпуск)
- Ярослав Гарнаев (1 выпуск)
- Руслан Сорокин (1, 39 выпуски)
- Андрей Рожков (2—4, 7, 9 выпуски)
- Иван Непомнящий (4—5 выпуски)
- Анастасия Добрынина (6, 15 выпуски)
- Дмитрий Брекоткин (7 выпуск)
- Вячеслав Мясников (7 выпуск)
- Юрий Владовский (13 выпуск, «Оливье-шоу 2009—2010»)
- Валерий Юрченко (14, 19 выпуски)
- Елена Матюшенко (21, 49 выпуски)
- Дмитрий Осипов («Оливье-шоу 2009—2010»)
- Мария Черевко (23 выпуск)
- Сюзанна Шпак (27 выпуск)
- Сергей Волковницкий (33, 37, 43 выпуски) (альтернативные пародии)
- Алия Нуриева (34 выпуск)
- Анастасия Короткая (36, 57, 66, 68 выпуски)
- Луиза-Габриэла Бровина (36 выпуск)
- Андрей Бедняков[69] (38, 47—49, 53, 55—57, 72 выпуски)
- Игорь Маринюк (38 выпуск)
- Анна Чапман («Оливье-шоу 2010—2011») (камео)[70]
- Ольга Чурсина (39, 62 выпуски)
- Виктор Цекало[71] (39 выпуск)
- Алексей Золотов (39 выпуск)
- Олег Коломиец (42 выпуск)
- Елена Полякова (43 выпуск)
- Юрий Соса (49, 62, 67—68, 73 выпуски)
- Даниель Кайгермазов («Оливье-шоу 2011—2012», 58 выпуск)
- Рузиль Гатин (58, 70 выпуски)[72]
- Алексей Агопьян (67 выпуск)[73]
- Эльдар Трамов (67—68 выпуски)
- Никита Тарасов (70—71 выпуски)
- Александр Гудков (70 выпуск) (камео)
- Александр Цекало (70 выпуск) (камео)
- Константин Маньковский (72—73 выпуски)
- Агата Подчезерцева (72 выпуск)
- группа Fruktы (73 выпуск) (камео)[42]
- Олег Комаров (75 выпуск)[11]
- Роман Попов (75 выпуск)[11]
- Максим Лагашкин (75 выпуск)[11]
- Сергей Пиоро (76 выпуск)[21]

### Скетчи со звёздами и их выступления
- Гоша Куценко[74] (12 выпуск)
- Михаил Ефремов (16 выпуск)
- Семён Слепаков (18 выпуск)
- Михаил Трухин (19 выпуск)
- Ксения Собчак (27 выпуск и 2 фестиваль[75])
- Филипп Киркоров (32 выпуск)
- Александр Цекало (34 выпуск)
- Александр Самойленко и Татьяна Орлова (35 выпуск)
- Василий Уткин (37 выпуск)
- Александр Пушной (37, 39, 46, 53 выпуски)
- Жанна Фриске (37 выпуск)
- Иванушки International (39 выпуск)
- Виктор Логинов (42 выпуск)
- Евгений Никишин (50 выпуск)[73]
- Михаил Шац (52 выпуск)
- Андрей Рожков (54 выпуск)
- Марат Башаров (55 выпуск)
- Кристина Асмус («Оливье-шоу 2011—2012»)
- Яна Чурикова (60 выпуск)
- Иван Ургант (70 выпуск)
- Леонид Ярмольник (72 выпуск)
- Игорь Крутой (73 выпуск)
- Михаил Грушевский (74 выпуск)
- Сергей Безруков (75 выпуск)[11]
- Дмитрий Хрусталёв (76 выпуск)[76]

## Авторы
- Руслан Сорокин[30]
- Максим Туханин[30]
- Виталий Коломиец[30]
- Алексей Александров[30]
- Дмитрий Зверьков[30]
- Кирилл Огошков[30]
- Дмитрий Галдин[30]
- Георгий Селегей[9]
- Константин Ворончихин[77]
- Дмитрий Панов[78]
- Андрей Рожков[74]
- Денис Хорошун[79]
- Сергей Кинстлер[80]
- Артём Гончаров
- Александр Косьянов
- Кирилл Разумовский
- Сергей Лебедев
- Кирилл Ситников[79]
- Кирилл Быков[79]
- Андрей Мухортов[79]
- Александр Туркин[79]
- Александр Николаев[79]
- Алексей Николаев[79]
- Константин Маньковский[79]
- Антон Борисов
- Николай Камка
- Андрей Никифоров[81]
- Алексей Иванов
- Олег Мастич
- Вадим Комиссарук[82]
- Алексей Пойманов[83]
- Стас Рудницкий[4]
- Павел Белый[4]
- Алексей Корда[4]
- Дмитрий Мишин[4]
- Денис Привалов[4]

## О программе
Из интервью актёра «Большой разницы» Сергея Бурунова журналисту газеты «Новая Неделя» Сергею Кочневу:

— Сергей Александрович, «Большой разнице» исполнилось три года. Новых выпусков этой программы многие ждут с нетерпением. Вы согласны с тем, что качественный юмор этой передачи все увереннее завоёвывает симпатии телезрителей, чем по сути дряхлеющий и грубовато-бытовой юмор «Аншлага» и «Кривого зеркала»?
— Согласен. Вообще, все, что делает коллектив «Большой разницы», направлено на то, чтобы у нашей программы был в первую очередь художественный смысл, и она имела отношение, не побоюсь этого слова, к искусству. И я в своём творчестве делаю то же самое, потому что понимаю: наши люди устали от пошлости. Я такой же зритель и, поверьте, мне от просмотра телевизора не то что скучно — очень тоскливо, поэтому крупицей того, что создаётся в «Большой разнице», хочу избавить телезрителей от этой тоски.

## Рубрики

### 2008—2012

#### Пародии
- Пародия — представляет собой скетч, заранее записанный в павильоне. Показывается зрителям на большом экране.
- Пародия в зале — пародия разыгрывается в зале перед зрителями и приглашёнными гостями. В первом сезоне показывались в новогодних выпусках. Со второго сезона, когда программа поменяла студию, пародии, разыгранные в зале, показывались в каждом выпуске.
- Двойная пародия — пародия, в которой одновременно пародируются персонажи и/или сюжетные линии двух и более программ, фильмов, сериалов и т. д.
- Пародия от спонсора — рекламный ролик спонсора программы, выполненный в виде скетча. Показывались перед анонсом следующей части программы.

#### Маленькая разница
Все пародии в этой рубрике исполняли дети. Первые пародии «Маленькой разницы» подводили Ваня (Егор Фадеев) и Саня (Ерёма Черевко) — пародия на ведущих «Большой разницы» Ивана Урганта и Александра Цекало соответственно.
В рубрике показывались пародии:
- «Программа Минимум»: пародия на программу «Программа Максимум». В роли Глебика (Глеба Пьяных) — Иван Чуваткин (15 выпуск)
- На Константина Эрнста. В роли Костика (Константина Эрнста) — Иван Чуваткин (17 выпуск)
- «Пусть бе-бе-бе»: пародия на ток-шоу «Пусть говорят». В роли Андрюши (Андрея Малахова) — Матвей Вишня (17 выпуск)
- На «преемника» Никиты Сергеевича Михалкова. В роли преемника — Ерёма Черевко (21 выпуск)
- На певцов Александра Серова, Диму Билана и Олега Газманова в исполнении Павла Артёмова (пародия показана только на канале ICTV)
- На Эдварда Радзинского в детстве. В роли Эдика (Эдварда Радзинского) — Ерёма Черевко, в роли маленького Виталия Вульфа — Иван Чуваткин (29 выпуск)
- На детский утренник Стаса Михайлова. В роли Стасика (Стаса Михайлова) — Ерёма Черевко (57 выпуск)

#### Ожившая картина
В рубрике за основу берётся какая-либо известная картина, герои которой оживают.
- «Иван Грозный и сын его Иван 16 ноября 1581 года» (29 выпуск)
- «Ходоки у В. И. Ленина» (36 выпуск)
- «Запорожцы пишут письмо турецкому султану» (55 выпуск)

#### Телемагазин
Пародии на телемагазины и рекламные ролики. Показывались как в российских выпусках, так и в украинских.

#### Скетчи с участиемзвёзд
«Скетч со звездой» — скетч, главным героем в котором является приглашённый гость. В рубрике участвовали:
- Гоша Куценко — Илья Муромец (12 выпуск)
- Михаил Ефремов — наставник школы бюрократов (16 выпуск)
- Семён Слепаков — Пётр Первый (18 выпуск)
- Михаил Трухин — капитан милиции Литвинов, агент, посланный к сомалийским пиратам (19 выпуск)
- Ксения Собчак — официантка ресторана, обслуживающая Ксению Собчак (27 выпуск), и Леди Гага (2 фестиваль)
- Евгений Никишин — Запах Тигра, ученик школы боевых искусств (50 выпуск)
- Кристина Асмус — падчерица из сказки «12 месяцев» («Оливье-шоу 2011—2012»)
- Яна Чурикова — учительница класса, в котором учатся дети звёзд (60 выпуск)

«Всемирная история» — скетч на историческую тему, главным героем в котором является приглашённый гость. В рубрике участвовали:
- Филипп Киркоров — Пётр Первый (32 выпуск)
- Александр Цекало — «злая» няня Пушкина (34 выпуск)
- Александр Самойленко и Татьяна Орлова — чета цирковых тяжеловесов Поддубных (35 выпуск)
- Василий Уткин — Александр Невский (37 выпуск)
- Виктор Логинов — Егорушка, фаворит Екатерины II (42 выпуск)

«Необычные дуэты» — перепевка песни необычным дуэтом. В рубрике участвовали:
- Жанна Фриске и Александр Пушной — «Ла-ла-ла» (37 выпуск)
- «Иванушки International» и Александр Пушной — «Тучи» (39 выпуск)

Затем в 46 выпуске шоу Пушной выступил сольно, показав пародию на песню группы «Корни» «Я теряю корни», если бы её исполняли группа «Сплин» и Борис Гребенщиков.
«Большие новости» — пародийный обзор актуальных новостей. Ведущие рубрики — приглашённые звёзды, которые также общаются с гостями — знаменитостями, создавшими актуальные информационные поводы, в исполнении актёров «Большой разницы». В рубрике участвовали:
- Михаил Шац (52 выпуск)
- Александр Пушной (53 выпуск)
- Андрей Рожков (54 выпуск)
- Марат Башаров (55 выпуск)

### 2013—2014
Формат подвергается существенным изменениям — теперь это так называемый «телеканал в телеканале». Планировалось, что такой вариант будет выходить ежемесячно (изначальная периодичность выхода передачи). Решение о смене концепции было обосновано приближением к аудитории «Первого канала», которая старше потенциальной аудитории шоу, а также нехваткой свежих сценарных идей.
- «Смотрите на нашем телеканале» — пародии на анонсы телепередач, сериалов, фильмов.
- «Большая реклама» — пародии на рекламу.
- «Большое кино» — пародии на кино- и телефильмы.
- «Большой сериал» — пародии на сериалы.
- «По заказу Министерства образования СССР» — пародии на видеоуроки.
- «Недоносов» — пародии на скандальные вечерние ток-шоу.
- «Извилина удачи» — пародии на викторины, где участвуют знаменитости.

#### Выступления звёзд
«Прямая линия с…» — звёзды шоу-бизнеса отвечают на вопросы «простых людей» в исполнении актёров шоу. Гостями рубрики выступили:
- Иван Ургант (70 выпуск)
- Леонид Ярмольник (72 выпуск)
- Игорь Крутой (73 выпуск)

Помимо этого, в 74 выпуске появился эстрадный пародист Михаил Грушевский, разыгравший по телефону Сергея Светлакова в образе Николая Дроздова.

## Оливье-шоу
В преддверии Нового года (2008—2011) на «Первом канале» за несколько часов до и несколько часов после боя курантов транслировалось «Оливье-шоу» (в 2008 году под названием «Проводы Старого года», причём трансляция велась только до Новогоднего обращения президента), где артисты «Большой разницы» пародировали известных личностей, интересные и злободневные события прошедшего года. Также в «Проводах Старого года» были представлены сценические версии лучших пародий, показанных в «Большой разнице» в 2008 году.

## Интернациональные версии
С 31 декабря 2009 года на Украине выходила своя версия «Большой разницы»: до 31 декабря 2010 года — на телеканале ICTV, с 27 марта 2011 по 20 января 2012 года — на телеканале 1+1, с 18 мая 2012 по 21 декабря 2013 года — на телеканале «Интер», два сборника невышедших пародий 2013 года были показаны 8 и 15 ноября 2015 года на канале Zoom. 31 декабря 2010 года появилась и белорусская версия на «Первом национальном канале», а в 2011 году — казахстанская на «Первом канале „Евразия“». В двух последних странах вышло всего по одному выпуску. Вели все интернациональные версии шоу Иван Ургант и Александр Цекало. Несмотря на уход из российской «Большой разницы», Ургант остался ведущим украинской версии, так как оценивал её уровень выше российской.

## «Большая разница» в Одессе
С 2010 по 2012 год в Одессе проходил летний фестиваль пародий и юмора «Большая разница в Одессе». 15 и 16 августа 2010 года в Одесском Оперном Театре состоялся первый фестиваль, победителем стал Андрей Баринов. Второй фестиваль проходил там же, с 10 по 14 августа 2011 года, победительницей которого стала Ирида Хусаинова. С 17 по 19 августа 2012 года проходил третий фестиваль, победителем стал Олег Есенин.

## Проморолики

### Первый сезон
В проморолике, показанном в сентябре 2008 года незадолго до возобновления выхода программы в эфир, сначала Иван Ургант в гримёрке иронизировал по поводу отсутствия Александра Цекало («Есть Александр/ нет Александра — нам с вами какая разница?»), после чего тот вошёл в гримёрку в медицинском халате и, шокировав Урганта увеличившимся ростом, нацепил ему клоунский нос со словами: «Большая разница».

### Второй сезон
Проморолик второго сезона «Большой разницы» представлял собой свадьбу Ивана Урганта и Александра Цекало, на которую пришли звёзды российского телевидения. Из интервью Александра Цекало:

«Когда мы стали думать о промо „Большой разницы“, то решили снять актёров. Ведь главные именно они, их пародии, а мы с Ваней — только прослойка между ними и зрителем. Но нужен был повод, чтобы актёры появились. Тогда Ургант и предложил свадьбу, куда они приходят нас поздравить. Все сразу загигикали: „Да, да, да! Цекало оденем в свадебное платье“. Конечно, это забавно: маленький, пузатый, небритый мужчина, одетый в свадебное платье. Почему именно свадьба? Потому что в финале звучит: „Большая разница. Новая жизнь“».

Звёзды, участвующие в проморолике:
- Тина Канделаки (Нонна Гришаева)
- Рената Литвинова (Александр Олешко)
- Фёдор Бондарчук (Сергей Бурунов)
- Вячеслав Зайцев (Игорь Кистол)
- Татьяна Тарасова (Галина Коньшина)
- Андрей Малахов (Вячеслав Манучаров)
- Юрий Лужков (Виктор Андриенко)
- Ксения Собчак (Мария Зыкова)
- Никита Михалков (Алексей Федотов)
- Юрий Шевчук (Владимир Кисаров)
- Людмила Гурченко (Светлана Галка)
- Александр Васильев (Александр Лобанов)
- Максим Галкин (Дмитрий Малашенко)

### Четвёртый сезон (Охота на звёзд)
Проморолик четвёртого сезона представлял собой охоту Урганта и Цекало на «объектов пародий» — Никиту Михалкова, Максима Галкина, Николая Баскова и Никиту Джигурду. В результате охотникам удалось поймать Джигурду, из которого они сделали чучело.
Звёзды, участвующие в проморолике:
- Максим Галкин (Дмитрий Малашенко)
- Николай Басков (Владимир Кисаров)
- Никита Михалков (Алексей Федотов)
- Никита Джигурда (Игорь Кистол)

### Пятый сезон
В проморолике Александр Цекало рассказывал о новом телеканале «Большая разница ТВ» и показывал, как мужчины, женщины и дети реагируют на современное российское телевидение, и как они реагируют на новый канал. Роли зрителей исполнили Игорь Кистол, Мария Сластнёнкова и Ирида Хусаинова.

### «Большая разница» на «Пятнице!»
В апреле 2013 года на канале «MTV Россия» в преддверии запуска на его частоте развлекательного канала «Пятница!» появились проморолики, анонсировавшие показ повторных выпусков «Большой разницы» на новом телеканале. В них пародийные версии звёзд шоу-бизнеса делились мнениями о программе.
Звёзды, участвующие в промороликах:
- Максим Галкин, Тимати, Анастасия Волочкова (Дмитрий Малашенко)
- Никита Джигурда (Игорь Кистол)
- Никита Михалков (Алексей Федотов)
- Николай Басков (Валерий Юрченко)
- Елена Малышева (Светлана Галка)

## Критика
Передача неоднократно подвергалась критике со стороны пародируемых личностей. В частности, актёр Сергей Безруков очень негативно отнёсся к пародии на фильм «Адмиралъ» и назвал её аморальной. А в одном из ранних выпусков Борис Берман и Ильдар Жандарёв после просмотра пародии на самих себя прямо в эфире программы высказали своё недовольство. Также Юрий Стоянов посчитал пародию на программу «Городок» безобразной:

Я считаю пародию в «Большой разнице» безобразной. Мне она не понравилась. Я ждал этой пародии с большим трепетом — мне так хочется, чтобы на нас сделали пародии! Очень интересно со стороны посмотреть на себя, посмеяться. Я увидел двух злых людей, с какими-то злыми авторами, написавшими злой, некорректный, и, в общем-то, бездарный текст. Делает эту программу мой большой друг, Саша Цекало. Думаю, чё-то он там недоглядел.

Особенно жёсткой была реакция на пародию во время встречи Нового года с участием Аллы Пугачевой.
В разных странах, где транслировалась эта программа, были случаи, когда из эфира вырезали сюжеты, где пародировались главные политические деятели страны (президенты).

### «Кто хочет стать миллионером?» с Александром Лукашенко (23 выпуск)
Пародия на игру «Кто хочет стать миллионером?» с участием президента Беларуси Александра Лукашенко не была показана на белорусском телевидении. По сюжету он якобы принял участие в этой игре.

### «Виктор Всемогущий» (37 выпуск)
Особо повышенный интерес вызвал один из эпизодов 37 выпуска, вышедший 31 октября 2010 года, когда на Украине проводились региональные выборы. В нём была показана пародия на художественный фильм «Брюс Всемогущий», где главными персонажами выступили бывшие президенты Украины Виктор Янукович и Виктор Ющенко, а также Юлия Тимошенко. В ней была обыграна сценка, в которой Янукович получает полномочия президента от Ющенко, который, в свою очередь, улетает на вертолёте. В эпизоде присутствовало несколько весьма жёстких высказываний и аллюзий (судимости Януковича, эпизод с венком и так далее), из-за чего пародию даже вырезали на украинском телевидении. За три дня ролик стал самым обсуждаемым и скандальным эпизодом «Большой разницы»: на YouTube его просмотрело больше миллиона пользователей.
Также эпизод вызвал резонанс и среди политических деятелей:
- Станислав Белковский, политтехнолог:

После того, как Янукович пришёл к власти, были надежды на то, что будут значительные уступки в экономическом плане со стороны Украины, но этих уступок до сих пор нет. И поэтому, конечно, Кремль немного раздражён Януковичем.

- Николай Томенко, украинский политический и государственный деятель:

Это была не только насмешка над Виктором Януковичем, а насмешка над украинцами и насмешка над Украиной.

- Михаил Чечетов, украинский политический и государственный деятель:

Никому не удастся поссорить президентов двух братских народов: Пути… ну, этого самого — Медведева и Януковича. Никому не удастся вбить клин! Не удастся! Не удастся!

## Закрытие первоначальной версии
После нескольких лет существования проекта у сценарных групп началась нехватка свежих творческих идей. Сам Александр Цекало объяснял:

Мы делали пародии на всех известных людей, программы, фильмы, события и так далее. Но они всё равно ограничены: невозможно было в десятый раз делать пародию на Филиппа Киркорова. Самим уже не смешно.

После этого в «Большой разнице» стали чаще появляться скетчи, в которых пародировались передачи других, менее известных широкой публике телеканалов, и это привело к снижению рейтингов шоу. Чтобы исправить положение, создатели программы предложили руководству «Первого канала» добавить в программу пародии на политических деятелей, но эта задумка не была реализована, так как она не устраивала канал (одним из немногих политических скетчей стал эпизод из выпуска от 16 июня 2012 года, в котором пародийные версии Геннадия Зюганова, Михаила Прохорова, Владимира Жириновского и Сергея Миронова пели песню о своём провале на выборах президента). При съёмках «Большой разницы по-украински» разногласий по данному вопросу не возникало.
Ситуацию усугубляли и конфликты с артистами, участвовавшими в шоу. В 2011 году актёры подписали два контракта: один — на участие в «Большой разнице», второй — на услуги актёрского агентства Александра Цекало и Руслана Сорокина, которое предлагало их для съёмок в кино и сериалах. По данным таблоида «Экспресс-газета», согласно второму контракту, актёры должны были перечислять в адрес продюсерского центра «Среда» 25 % доходов от их участия в сторонних проектах. В случае невыплаты процентов с актёра взималась неустойка в размере 1 миллиона рублей; если актёр пришёл в программу недавно, неустойка была в 10 раз больше. Таким образом, в конце того же года программу покинули Валентина Рубцова, Вячеслав Манучаров и Галина Коньшина. Сергей Бурунов продолжил постоянную работу в программе, но при повышенном гонораре. Нонна Гришаева, Александр Олешко, Алексей Федотов и Владимир Кисаров стали участвовать в шоу внештатно. Игорь Кистол, Светлана Галка, Александр Лобанов, Владимир Жуков, Дмитрий Малашенко, Мария Сластнёнкова и Инга Илюшина согласились на условия контрактов, но при этом практически не приглашались на съёмки в сторонних проектах, в том числе и до сегодняшнего дня. Тем не менее некоторые артисты сохранили свою востребованность как во время, так и после «Большой разницы».
Однако Цекало и Сорокин в различных интервью называют Вячеслава Манучарова единственным актёром, с которым у них случился конфликт. По словам Сорокина:

Мы со Славой расстались по ряду объективных причин — это полное непонимание и очень нехорошее поведение его в актёрском цехе. И, собственно, вот, всё, что сейчас выливается, на что мы стараемся не реагировать в газетах, в интернет-изданиях, в жёлтой прессе… Поэтому всех зрителей и телезрителей, и любителей проекта мы можем успокоить. Нонна Гришаева и Саша Олешко, и большое количество артистов, с которыми мы работаем очень долго, продуктивно, остались в проекте, мы работаем и развиваемся, и ищем новые темы для пародий, и новые темы, в принципе, для программы. Поэтому можете быть спокойны, смотрите своих любимых артистов в программе.

В интригах и лицемерии Манучарова обвиняет и Галина Коньшина:

Слава способный парень, но такой интриган! Он меня уговаривал подписать этот кабальный договор, потом выяснилось, что сам подписал на других, более выгодных условиях, а теперь я узнаю, что и вовсе ушёл. Неприятно, что человек может говорить в один день одно, а на следующий — совершенно противоположное.

Андрей Бедняков, постоянный актёр украинской версии «Большой разницы», эпизодически появлявшийся в российской, полностью отрицает кабальные условия на проекте, но также негативно отзывается о Манучарове:

Сейчас из-за тумана в глазах он [Манучаров] не замечает людей, с которыми раньше работал… Я бы не хотел о нём говорить. У этого человека своя жизнь, он выбрал другой путь… Я могу открыто заявить, что никаких кабальных условий на проекте нет. Наши взгляды на участие в «Большой разнице» кардинально отличаются. Кто бы что ни говорил про Александра Цекало — у меня всегда будет своё мнение. Этот человек не сделал мне ничего плохого, а наоборот, всегда поддерживает. Я часто слышал от него фразу: «Если что — ты всегда звони». С его стороны это было очень искренне.

В январе 2013 года с появлением «Большой разницы ТВ» создатели пытались скорректировать формат шоу, добавив в него пародии не на конкретные программы, а на тенденции современного телевидения (как, например, «Извилина удачи» — пародия на телевикторины, где участвуют звёзды, и «Недоносов» — пародия на вечерние ток-шоу), однако бо́льшая часть новых рубрик не дошла до эфира по разным причинам, в том числе претензиям «Первого канала».
В конечном итоге шоу было закрыто по обоюдному согласию Александра Цекало с руководством «Первого канала». Летом 2013 года было сообщено о том, что съёмки российской версии были прекращены. Спустя полгода также была закрыта украинская версия шоу, к тому времени выходившая на телеканале «Интер». После продолжительного перерыва, во время которого в России передача выходила лишь в повторах на канале «Пятница!», 16 февраля и 15 июня 2014 года в эфир «Первого канала» вышли два последних выпуска российской версии программы, отснятые годом ранее.
За полгода до закрытия шоу на 89-м Российском международном кинорынке был объявлен фильм «Большая разница. Остаться в живых», который, по данным журнала «Бюллетень кинопрокатчика», должен был являться пародией на сериал «Остаться в живых», но в марте 2014 года Александр Цекало заявил, что фильм не снят, так как авторам не удалось написать качественный сценарий.

## Награды
- В 2008 году шоу получило премию «Первого канала» в номинации «Дебют года»[117] и премию ТЭФИ в номинации «Сценарист телевизионной программы» (Руслан Сорокин, Максим Туханин, Дмитрий Зверьков, Виталий Коломиец, Андрей Рожков, Кирилл Керзок, Алексей Александров, Константин Ворончихин, Дмитрий Галдин)[30].
- В 2009 году шоу получило премию ТЭФИ в номинации «Юмористическая программа».
- В 2010 году шоу получило 3 премии ТЭФИ в номинациях «Юмористическая программа», «Продюсер телевизионной программы» (Александр Цекало, Руслан Сорокин), «Режиссёр телевизионной программы» (Дмитрий Дьяченко, Герман Ефимов) и премию «Google Trend 2009» в номинации «Телепередача года»[118].
- В 2010 году «Большая разница по-украински[укр.]» получила премию «Телетриумф» в номинации «Юмористическая программа» и премию «Телезвезда» в номинации «За самый остроумный взгляд на современное украинское телевидение»[119].
- В 2011 году украинская версия шоу получила премию «Телетриумф» в номинации «Юмористическая программа».
- В 2012 году шоу получило премию ТЭФИ в номинации «Сценарист телевизионной программы» (Руслан Сорокин, Константин Маньковский, Кирилл Ситников, Константин Ворончихин, Кирилл Быков, Дмитрий Зверьков, Андрей Мухортов, Александр Туркин, Александр Николаев, Алексей Николаев)[79].
- В 2012 году телеверсия фестиваля «Большая разница в Одессе» получила премию ТЭФИ в номинации «Развлекательная программа. Образ жизни».

## Спин-оффы
- С 8 сентября 2013[120] по 21 декабря 2014 года[121] на канале «Пятница!» выходил проект «Супергерои» — пародийное шоу от создателей «Большой разницы»[112][122]. В программе, основу которой составляли пародии на отечественные и зарубежные кинофильмы, значительную часть ролей сыграли актёры, ранее периодически или постоянно снимавшиеся в российской «Большой разнице» — Сергей Бурунов, Назар Заднепровский, Сергей Лавыгин, Ольга Голдыс, Виталий Гребенников, Александр Лобанов, Анастасия Короткая, Юрий Соса, Владимир Кисаров, Дмитрий Малашенко, Виктор Андриенко, Игорь Кистол, Валерий Юрченко, Андрей Бедняков, Елена Матюшенко и Мария Сластнёнкова.
- 15 и 22 сентября 2013 года в рамках «Недели комедий на YouTube» на канале MuZlo Руслан Сорокин как продюсер выпустил три юмористических музыкальных клипа — пародию Валерия Юрченко на клип Николая Баскова «Странник» (изначально должна была выйти в 72 выпуске «Большой разницы»[123]), стёб Филиппа Киркорова над самим собой в клипе «Троллинг» и перевоплощение Ксении Собчак в вымышленную певицу Оксану Север в клипе «Родному»[124].
- С 3 ноября 2013 года по 26 января 2014 года на «Первом канале» выходил проект телекомпании «Красный квадрат» «Повтори!», в котором звёзды шоу-бизнеса соревновались между собой в пародийном мастерстве[125]. Среди участников шоу можно было увидеть актёров «Большой разницы» Нонну Гришаеву и Александра Олешко, а также Сергея Бурунова, являвшегося наставником и «тренером» участников[126].
- С 1 апреля по 19 августа 2017 года «Первый канал» и «Красный квадрат» выпускали обновлённую версию шоу «Вокруг смеха», в которой регулярно участвовали звёзды «Большой разницы» — Александр Олешко[127], Галина Коньшина[128], Игорь Кистол, Владимир Кисаров[129], Валентина Рубцова, Светлана Галка[130], Александр Лобанов[131], Дмитрий Малашенко[132], Михаил Полицеймако[133], а также победитель третьего фестиваля юмора «Большая разница в Одессе» Олег Есенин[134] и участник первого фестиваля Всеволод Москвин[135].